# Жупанија Бистрица-Насауд
Бистрица-Насауд (рум. Judeţul Bistriţa-Năsăud, мађ. Beszterce-Naszód megye) је округ у републици Румунији, у њеном северном делу. Управно средиште округа је истоимени град, а битан је и град Насауд.

## Положај
Округ Бистрица-Насауд је унутаркопнени округ у Румунији. Са других стана окружују га следећи окрузи:
- ка северу: Марамуреш (округ)
- ка истоку: Сучава (округ)
- ка југу: Муреш (округ)
- ка западу: Клуж (округ)

## Природни услови
Округ припада историјској покрајини Трансилванија. Бистрица-Насауд округ обухвата долине у горњем току реке Самош, које окружују брда и планине из система Карпата.

## Становништво
Бистрица-Насауд спада у округе Румуније са претежним румунским становништвом и по последњем попису из 2002. г. структура становништва по народности је била следећа:
- Румуни - 90%
- Мађари - 6%